# Nauczycielskie Kolegium Języków Obcych w Zabrzu
Nauczycielskie Kolegium Języków Obcych w Zabrzu – była publiczna uczelnia kształcąca nauczycieli, istniejąca od 1997 roku i funkcjonująca pod opieką naukową Uniwersytetu Śląskiego. Szkoła zakończyła swoją działalność 30 września 2015 roku, zgodnie z nowelizacją ustawy o szkolnictwie wyższym.
Kadra uczelni obejmowała lektorów polskich, a językiem wykładowym był język obcy. Kolegium kształciło w systemie 3-letnich studiów dziennych nauczycieli w dwóch specjalnościach: język angielski i język niemiecki. Po ukończeniu 6-go semestru i odbyciu praktyk absolwenci mogą podjąć pracę w szkolnictwie lub kontynuować naukę na studiach magisterskich. Aby mieć możliwość podejścia do egzaminu licencjackiego słuchacze byli zobowiązani do ukończenia równolegle 6. semestru na Uniwersytecie Śląskim w Sosnowcu, w trybie zaocznym (odpłatnie) oraz uzyskania zaliczeń z egzaminów tam organizowanych.
Placówka prowadziła własną działalność wydawniczą, przyjmując także do druku prace naukowe spoza kolegium. W 2003 roku ukazały się pierwsze „Zeszyty naukowo-dydaktyczne NKJO w Zabrzu”.

## Współpraca
Zabrzańskie kolegium współpracowało z wieloma placówkami o podobnym profilu w kraju i za granicą. Od 1998 roku studenci specjalności niemieckiej mieli możliwość uczestniczenia w seminariach dotyczących historii, literatury i kultury niemieckiej regionu Śląska organizowanych corocznie w Königswinter (Nadrenia Północna-Westfalia), fundowanych przez Ministerstwo Spraw Wewnętrznych Nadrenii. Ponadto organizowane były weekendowe wyjazdy do Kamienia Śląskiego mające na celu przybliżenie studentom m.in. tematyki mniejszości etnicznych na Śląsku, literatury niemieckiej – twórczości Janoscha czy Horsta Bienka.

## Aktywność w środowisku zabrzańskim
Od roku 2000 NKJO było organizatorem Olimpiady Języka Angielskiego dla uczniów gimnazjów i szkół ponadgimnazjalnych z Zabrza (od 2004 także Olimpiady Języka Niemieckiego dla uczniów szkół ponadgimnazjalnych). Corocznie w kolegium odbywały się warsztaty metodyczne dla nauczycieli obejmujące lekcje pokazowe, wykłady oraz zajęcia praktyczne.